# Volley Masters Montreux 2005
XVII Volley Masters Montreux kobiet odbył się w 2005 roku w Montreux w Szwajcarii. W turnieju wystartowało 8 reprezentacji. Mistrzem po raz trzeci została reprezentacja Brazylii.

## Klasyfikacja końcowa
| Miejsce | Reprezentacja     |
| ------- | ----------------- |
|         | Brazylia          |
|         | Chiny             |
|         | Włochy            |
| 4.      | Japonia           |
| 5.      | Niemcy            |
| 6.      | Polska            |
| 7.      | Kuba              |
| 7.      | Stany Zjednoczone |